# Мавруд

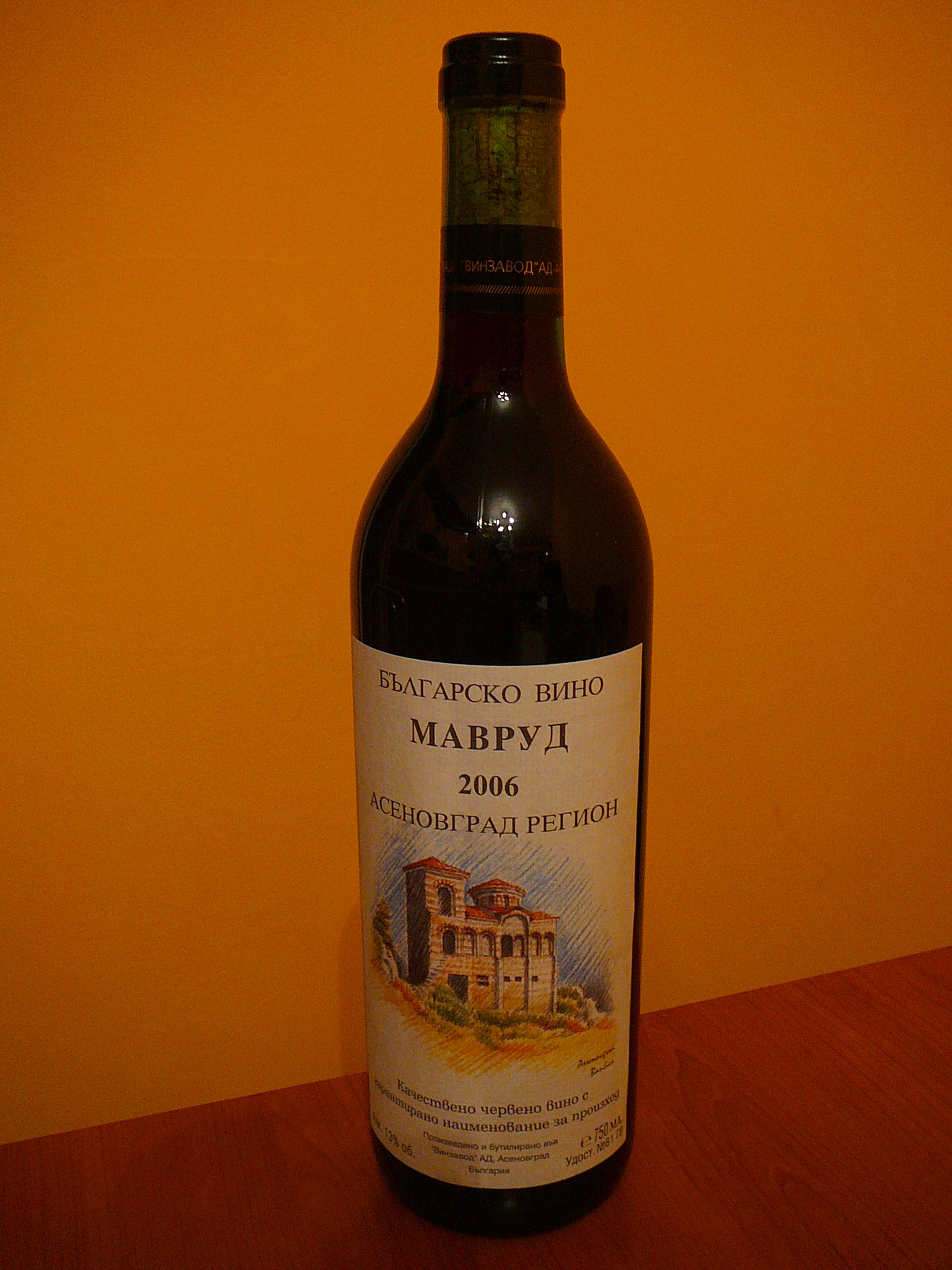
Асеновградський мавруд

Мавруд — традиційний болгарський технічний (винний) сорт червоного винограду пізнього періоду дозрівання. Є одним з найстаріших та вважається одним з найцінніших місцевих сортів. Виготовлене з цього винограду червоне вино також називається Мавруд.

## Легенди та історичні відомості
Цей сорт винограду відомий з давніх-давен.
Є така легенда. Однією з причин падіння Аварського каганату було пияцтво. З цієї причини Крум наказав вирубати виноградники в Болгарії. За легендою деякий час після цього на столицю Плиску почав нападати величезний лев, який сильно лякав людей. Ніхто не міг його вбити й лев перетворився на проблему. Дехто Мавруд тим часом повернувся до Болгарії, не знаючи про «сухий» закон болгарського хана. Почувши про лева, який тероризував жителів, довго не роздумуючи вирушив один у пошуках звіра, щоб убити його. Найшовши лева, в короткій сутичці безстрашний юнак убив звіра. Чутки про подвиг Мавруда швидко поширились. Невдовзі чутки сягнули вух хана Крума. Він був украй здивований силою та хоробрістю Мавруда, який самотужки зробив те, що не змогли зробити безліч інших болгарських воїнів. Крум наказав покликати Мавруда у палац і почав розпитувати, звідки у нього така сила й хоробрість. Безстрашний Мавруд чесно відповів, що до поєдинку випив чашу вина, якого йому дала його мати та що у вині джерело його сил. Вона потай вирощувала виноградні лози, порушуючи закон хана Крума. Хан Крум був уражений відповіддю хороброго Мавруда. Він щедро нагородив юнака й наказав відновити виноградники в Болгарії. На честь цього безстрашного воїна і був названий сорт.

## Опис
Для отримання винограду високої якості необхідні: високі температури упродовж вегетаційного періоду, алювіальні ґрунти із гарним зволоженням.
Виноград для виготовлення вина збирається у другій половині жовтня. Придатний для виробництва десертних вин і шампанського, але використовується, головним чином, для виробництва столових вин. Виноградні кущі середньорослі. Листя крупне, глибокорозсічене, п'ятилопасне, знизу з густими ворсинками. Черешкова виїмка широко відкрита з плоским круглим дном чи вузька з круглим дном. Квітка двостатева. Грона крупні, крилаті, сильно розширені біля основи, середньощільні, іноді рихлі. Ягоди дрібні, майже круглі, синювато-чорні. Шкірка товста. М'якоть соковита. Визрівання паростків добре. Родючість даного сорту винограду — висока.
Утворення цукру в зрілих плодах — 17–22 %, а кислотність — - 6,5–10 г/л.
Виноград Мавруд вирощується в Болгарії, в районі Асеновграда, у невеликих обсягах в районі міст Чірпана, Пазарджика, Стара-Загори, Перуштиці, а також в ряді районів чорноморського узбережжя (Поморіє, Бургас). Даний сорт винограду відомий також у Греції, Албанії та Румунії.
Відомі різновиди сорту винограду Мавруд у Болгарії: Варненський, Кукленський, Асеновградський, Нікопольський, а також клони сорту, отримані в результаті селекції («Мавруд клон 1», «Мавруд клон 2»). Клони відрізняються від базового сорту низкою корисних властивостей. Наприклад, «Мавруд клон 2» визріває раніше, сила росту вища, а родючість в середньому на 7 % вища, ніж у сорту Мавруд.

## Вино
Молоді вина порівняно грубі, але смак сильно покращується після 2 — 3 років витримки в бочці.
Вина з винограду сорту Мавруд містять достатній запас танінів і кислот та специфічний дуже приємний аромат, в якому можна вловити запах шовковиці та зрілих чорниць.
Найкращі вина сорту «Мавруд» отримують сильний комплексний аромат і хроматичний смак в контакті з дубовою деревиною.
Асеновградський (станімаський) мавруд характеризується рубіновим кольором та м'яким смаком.
З цього ж сорту винограду готують відомі вина: напівсухе столове — Монастирсько шушукане й десертне — Станімашка (Асеновградська) малага.